# François de La Noue
François de La Noue (Bourgneuf-en-Retz, 1531 – Moncontour, 4 agosto 1591) è stato un condottiero e scrittore francese, uno dei più valenti capitani ugonotti durante le guerre di religione francesi.

## Biografia
François de La Noue nacque a Bourgneuf-en-Retz nel 1531 da un'illustre famiglia bretone. Paggio alla corte di Enrico II, prese parte alle campagne del Piemonte. Tornato nella sua terra, conobbe François de Coligny d'Andelot, fratello di Gaspard de Châtillon, che lo convertì al calvinismo. Non prese parte alla congiura di Amboise (1560); ma, dopo la strage di Wassy (10 marzo 1562), accorse sotto le bandiere del principe di Condé. Fu presente alla presa di Beaugency-sur-Loire (luglio 1562) e alla battaglia di Dreux (19 dicembre 1562), in cui, insieme con Gaspard de Châtillon, mise in salvo l'esercito ugonotto. Ristabilitasi la pace con l'editto di Amboise (19 marzo 1563), La Noue si ritirò nella sua regione, ma quando nel 1567 si riaccese la lotta tra ugonotti e cattolici, tornò alle armi. Prese parte alla battaglia di Saint-Denis (10 novembre 1567) e poi, al comando dei calvinisti del Saintonge, del Poitou e dell'Aunis, conquistò varie piazze. Prese quindi parte alle più sanguinose battaglie: fu fatto prigioniero a Jarnac (13 marzo 1569) e a Moncontour (3 ottobre 1569). Nel 1569, in seguito ad un colpo d'archibugio ricevuto durante l'assedio di Fontenay, subì l'amputazione del braccio sinistro e lo sostituì con un apparecchio metallico: per questo venne soprannominato Bras-de-fer.
Fu l'anima della difesa di La Rochelle, divenuta, dopo Moncontour, strenuo presidio dei protestanti. Inviato da Carlo IX per un'azione contro Filippo II nei Paesi Bassi spagnoli, conquistò Valenciennes e Mons. Nella strage di San Bartolomeo La Noue fu risparmiato e da quel momento divenne lealista, pur conservando la sua fede protestante. Quando fu inviato dal re a offrire ai protestanti di La Rochelle libertà di coscienza e conferma delle loro franchigie, purché ricevessero come governatore Armand de Gontaut-Biron, gli abitanti proposero a La Noue di assumere la difesa della piazza e il re gli permise di accettare. Il valoroso capitano si assunse allora il duplice e arduo compito di guidare i difensori agli assalti e, nello stesso tempo, persuaderli a sottomettersi, ponendosi in una situazione equivoca sulla quale non è stata mai fatta interamente luce. Ma i cinque delegati al Consiglio della città respinsero una pace in cui non fossero compresi tutti i fedeli del regno. Divenuta la sua posizione insostenibile, passò nel campo del duca d'Anjou, e da qui gettò le basi di quello che fu poi il Parti des politiques.
L'atteggiamento di Carlo IX, che parve alimentare negli ugonotti il timore che il re non volesse seguire una politica di moderazione nei loro riguardi, fece riaccendere la lotta, nella quale La Noue tornò a capo delle forze protestanti del Mezzogiorno e poi anche dell'Ovest. Prese Fontenay-le-Comte, Lusignan, Brouage, Rochefort e altre piazze, venne a una tregua di due mesi con Caterina de' Medici, cui premeva di avere le mani libere contro Damville. Finalmente, l'editto di Beaulieu (6 maggio 1576) segnò una vittoria per i protestanti. Ma quando i cattolici vollero strappare le concessioni già fatte da Enrico III, i protestanti ripresero le armi. Le riprese anche La Noue, che entrò nell'esercito del re di Navarra prendendo parte alle operazioni nel Mezzogiorno, fino alla pace di Bergerac (17 settembre 1577). Passato nelle Fiandre in rivolta contro Giovanni d'Austria, gli Stati Generali gli conferirono la carica di maresciallo di campo generale. Fatto prigioniero nel giugno 1580, fu tenuto per più di cinque anni nella fortezza di Limbourg.
Durante la dura prigionia, egli rifece la sua cultura, leggendo Plutarco e commentando Guicciardini. Scrisse, così, i Discours politiques et militaires, con i quali si conquistò un posto eminente fra gli scrittori contemporanei, considerando da un punto di vista altamente morale i problemi più interessanti: religione, riforma della società francese, politica estera, arte militare. Ugonotto convinto, al disopra di tutto pone la patria; di principi moderati, non oltraggia i cattolici e non nasconde i difetti e gli errori del suo partito. Di qui l'interessamento del duca di Guisa per la sua liberazione, che avvenne col cambio del conte di Egmont, prigioniero del re di Navarra.
Quando gli parve che l'alleanza di Enrico III e del re di Navarra (3 aprile 1589) effettuasse il suo ideale politico, passò a servizio di Enrico IV; il 17 maggio, insieme col duca di Longueville riuscì con piccole forze a bloccare Senlis, aprendo all'esercito la via di Parigi. Così, La Noue si guadagnò il grado di primo maresciallo di Francia. Mandato da Enrico IV al principe di Dombes, perché gli portasse l'ausilio della sua esperienza militare nella spedizione per domare le rivolte della Normandia e della Bretagna, nell'assedio di Lamballe fu ferito a morte (4 agosto 1591).